# Mestno obzidje Šjana
Mestno obzidje Šjana (kitajsko: 西安城墙), znane tudi kot fortifikacija Šjana, predstavljajo eno najstarejših, največjih in najbolje ohranjenih kitajskih mestnih obzidij. Zgrajeno je bilo pod vladavino cesarja Hongvuja Džu Juandžanga kot vojaški obrambni sistem. Kaže »popolne značilnosti arhitekture obzidja fevdalne družbe«. Od izgradnje v 14. stoletju so bile večkrat obnovljene, trikrat v presledkih približno 200 let v drugi polovici 16. in 18. stoletja ter v zadnjih letih, leta 1983. Obzidje obsega površino približno 14 kvadratnih kilometrov.
Mestno obzidje Šjana je na poskusnem seznamu svetovne dediščine UNESCO pod naslovom Mestno obzidje dinastij Ming in Čing. Od leta 2008 je tudi na seznamu Državne uprave za kulturno dediščino Ljudske republike Kitajske. Od marca 1961 je mestno obzidje Šjana nacionalna zgodovinska in kulturna enota dediščine.

## Lokacija
Mestno obzidje Šjana stoji v mestnem okrožju mesta Šjan, ki je bilo nekoč cesarsko mesto v obdobjih dinastij Sui in Tang. Stojia se na koncu oziroma začetku starodavne svilne poti.

## Zgodovina
Džu Juandžang, prvi cesar dinastije Ming (1368–1644), je po nasvetu modreca Džu Šenga zgradil utrjeno visoko obzidje okoli mesta, ustvaril skladišča za hrano in nato ustanovil svoje cesarstvo z združitvijo vseh drugih držav. Po nasvetu puščavnika je Džu ustanovil dinastijo Ming in nato zgradil močno utrjeno obzidje čez prej obstoječe palačno obzidje dinastije Tang (618–907). Mestno obzidje Šjana je začel graditi leta 1370, kot glavno mesto severozahodne province Šaanši. V zahodni in južni del obzidja je vključil starodavne utrjene nasipe, ki sta jih zgradili dinastiji Sui in Tang, in razširil vzhodni in severni del. Zgradba je bila zgrajena v osih letih in je bila dobro vzdrževana tako v času dinastije Ming kot tudi v času dinastije Čing, ki je sledila.
Obzidje je bilo sprva zgrajeno izključno iz zbite zemlje. V času cesarja Longčinga (1568) je bilo obzidje ojačano s polaganjem modrih opek na zgornjo in zunanjo stran zemeljskih zidov. Med vladavino Čjanlonga iz dinastije Čing (1781) je bilo obzidje povečano; narejeni so bili drenažni elementi, nasipi in druge spremembe in nastala je struktura, kot jo vidimo danes. Do konca vladavine dinastije Čing se je struktura začela slabšati. Republikanske oblasti so v omejenem obsegu vzdrževale obzidje, ki je bilo v slabem stanju. V prvem desetletju 20. stoletja je bil obrambni sistem zidu obravnavan kot strateško pomemben, čeprav so po revoluciji leta 1911 v drugih regijah države začeli rušiti podobne zidove. Leta 1926 so sovražne sile napadle zid z bombami, kar je povzročilo resno strukturno škodo, vendar mesto znotraj zidu ni bilo prizadeto. Med drugo svetovno vojno, ko so Japonci med letoma 1937 in 1940 izvajali zračne bombne napade, so prebivalci zgradili okoli 1000 bunkerjev kot protiletalska zaklonišča znotraj širokega podnožja (debeline več kot 15 metrov) zidu. Skozi zid je bilo narejenih tudi nekaj odprtin za pobegv. Še kasneje so bila med republikansko vladavino zgrajena nova vrata, ki so omogočala promet skozi zid Šjana.
Po Šenboo Atlasu iz leta 1933 je v 1930-ih večina ljudi živela znotraj oboda zidu Šjana, vendar je bilo še vedno veliko nenaseljenih odprtih površin. Med obiskovalci, ki so si prišli ogledat obzidje, sta bila leta 1922 ameriški kapitan (kasneje general) Stilwell in leta 1933 češki sinolog Jaroslav Průšek (1906–1980). Leta 1983 je uprava občine Šjan izvedla več prenov in dozidav obzidja. Takrat so bili obnovljeni stolp Jangmačeng, zaporni stolp Džalou, stolp Kuišinglou, vogalni stolp Džjaolov in obrambni stolp Dilou; razpadajoči deli obzidja so bili spremenjeni v vrata; obnovljen je bil tudi jarek. Maja 2005 so bili vsi deli obzidja Šjan medsebojno povezani.
Mestno obzidje Šjana je bilo leta 2008 predlagano za vpis na seznam svetovne dediščine UNESCO s strani Državne uprave za kulturno dediščino Ljudske republike Kitajske. UNESCO je območje uvrstil na poskusni seznam svetovne dediščine pod naslovom Mestno obzidje dinastij Ming in Čing kot kulturno dediščino v skladu z meriloma iii in iv. Marca 1961 je bilo mestno obzidje Šjan v celoti odobreno kot dediščinsko območje kot nacionalno zgodovinsko in kulturno mesto.

## Značilnosti
Obzidje je pravokotne oblike in ima skupno dolžino 14 kilometrov, pri čemer so bili skoraj vsi odseki podvrženi nekakšni obnovi. Ob vrhu obzidja je pešpot, ki jo običajno prehodimo v štirih urah. Zgrajeno je v slogu kitajske arhitekture. Kot obrambna utrdba je bilo zgrajeno z jarkom, dvižnimi mostovi, stražnimi stolpi, vogalnimi stolpi, parapetnimi zidovi in vhodnimi stolpi. Zid je visok 12 metrov, širok 12–14 metrov na vrhu in širok 15–18 metrov ob dnu. Okop je zgrajen v intervalih 120 metrov in štrli iz glavnega obzidja. Na zunanji strani obzidja so parapeti, zgrajeni s 5984 grbinami, ki tvorijo »skupaj štrleče okope«. Na vogalih so štirje stražni stolpi, jarek, ki obdaja obzidje, pa je širok 18 metrov in globok 6 metrov. Območje znotraj obzidja je približno 36 kvadratnih kilometrov, kar zajema majhno območje 14 kvadratnih kilometrov, ki ga zaseda mesto.
Južni stražni stolp z linearnim streliščem, zgrajen leta 1378, je bil uničen v požaru leta 1926 med državljansko vojno leta 1926 in je bil obnovljen septembra 2014. To je bilo storjeno po skrbnem zgodovinskem pregledu dokumentov, povezanih z zgodovinskimi značilnostmi, ki so obstajale, preden je bil poškodovan. Tudi drugi trije stražni stolpi, ki tvorijo severna, vzhodna in zahodna vrata obzidja, so bili pregledani med fazo načrtovanja sprememb, opravljenih za Južni stolp. Spremenjena so bila, ne da bi pri tem vplivala na celovitost obzidja, z obdajajočo dvorano, ki je nudila zaščito konstrukcijam z uporabo jekla, lesa ter starodavne konstrukcije iz ploščic in opeke. Glavna vrata imajo dostop s klančino, razen Južnih vrat, ki imajo vhod zunaj obzidja.
Obstaja lokostrelski stolp, ki zagotavlja varnost enim od štirih vrat obzidja Šjana. Zgrajen kot velika pasti podobna komora, ki jo je krasil stolp, poln oken, je lokostrelcem nudila ugoden položaj za streljanje puščic (v prvih letih gradnje obzidja) in kasneje topovskih krogel na nasprotne revolucionarne sile. Če bi sovražniku uspelo prebiti obzidje skozi glavna vrata, bi se ujeli v majhni komori, ki je bila obrnjena proti še enim vratom in bi tako postali lahka tarča za branilce.